# Noro Morales

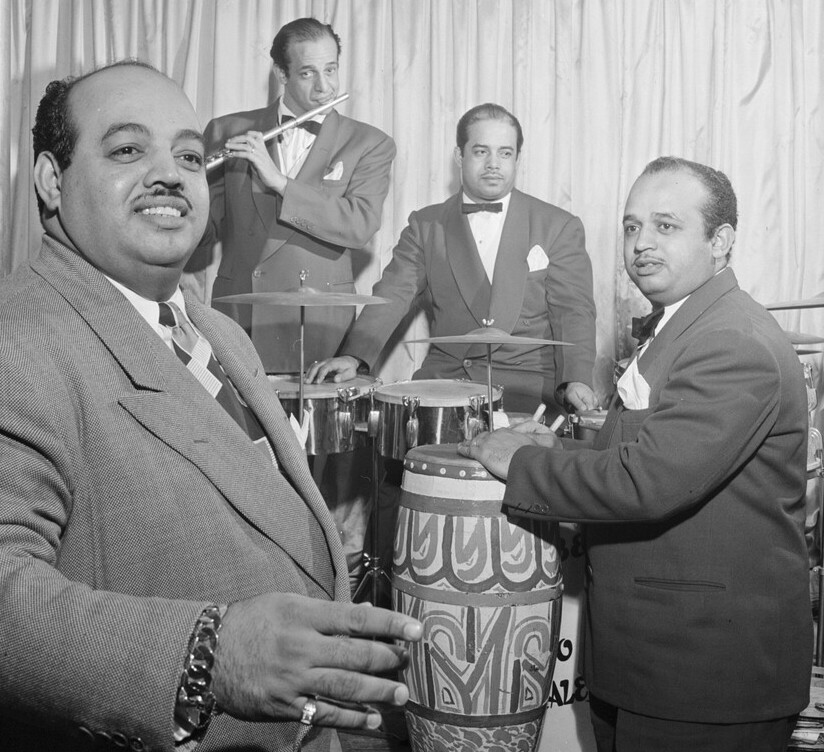
Noro Morales (links, hinten seine Brüder Esy (mit Flöte) und Humberto), um 1947

Noro Osvaldo Morales (* 4. Januar 1911 in Puerto de Tierra, Puerto Rico; † 16. Januar 1964 in San Juan, Puerto Rico) war ein puerto-ricanischer Mambo- und Rumbamusiker und Vertreter des Latin Jazz.

## Leben
Morales lernte Posaune, Bass und Klavier und wurde Mitglied in einem von seinem Vater geleiteten Tanzorchester. Von 1924 bis 1930 lebte er in Kolumbien, dann kehrte er nach Puerto Rico zurück, wo er dem Orchester von Rafaél Muñoz beitrat.
1935 ging er nach New York, wo er zunächst in den Bands von Alberto Socarras und Augusto Coen spielte und 1937 mit seinen Brüdern Humberto und Esy das Hermanos Morales Orchestra gründete, aus dem später Noro Morales And His Orchestra wurde. Morales selbst spielte dort Piano; das Ensemble verfügte bereits über die typische Latin Rhythmusgruppe mit Kontrabass, Bongos, Congas, Timbales und Claves. Mit Serenata Ritmica (Decca 1942) begründete er seinen Ruf als bester Vertreter des Latin Jazz in den 1940er und 1950er Jahre neben Machito.
Anfang der 1960er Jahre kehrte Morales nach Puerto Rico zurück, wo er mit Musikern wie Tito Rodríguez, José Luis Moneró, Chino Pozo, Willie Rosario und Tito Puente auftrat. Außerdem baute er noch einmal eine eigene Band auf, die vier Jahre im La Concha Hotel von San Juan spielte.
Morales nahm eine Reihe von Alben auf und wurde bekannt als Interpret von Klassikern wie Perfume de Gardenia, Silencio, Arráncame la Vida, Malditos Celos und Tres Palabras. Seit Anfang der 1990er Jahre wurden zahlreiche seiner Einspielungen neu aufgelegt. Der Diskograf Tom Lord listet zwischen 1953 und 1956 seine Beteiligung an sieben Aufnahmesessions.

## Diskografie
- Puerta de Tierra, 110th Street & Fifth Avenue, 1949
- Lecuona's Afro-Cuban Suite, 1957
- No Blues, Noro, 1960
- Mi Guagira & Vitamina, 1961
- Coma Esta, 1961
- Recordando Los Exitos De Noro Morales, 1992
- Noro Morales, 1996
- Rumbo Mambo Cha-Cha-Cha, 1999
- Serenata Ritmica, 1999
- La Rumba Buena, 2000
- Walter Winchell Rumba, 2000